# Provincia Tshopo
Provincia Tshopo este o unitate administrativă de gradul I, una dintre cele 25 noi provincii ale Republicii Democratice Congo, create prin reîmpărțirea din 2015.
Reședința sa este orașul Kisangani.